# Richie Dalmau
Raymond Dalmau Santana, detto Richie (Quebradillas, 23 ottobre 1973), è un ex cestista portoricano.
È figlio di Raymond Dalmau e il fratello di Christian e Ricardo Dalmau.

## Carriera
Con Porto Rico ha disputato i Campionati americani del 2001 e i Campionati mondiali del 2002.